# رفيق حجار
رفيق حجار (11 يونيو 1947-24 فبراير 2014 ) مخرج سينمائي لبناني مواليد بيروت. حاصل على ماجستير في الإخراج والإنتاج السينمائي، وماجستير في التصوير السينمائي ، وماجستير في فن الدراما والسيناريو من جامعة لايبزيغ في المانيا. كان اول فيلم وثائقي له "آيار.. الفلسطينيون" وقد لاقى نجاحاً كبيراً. له 42 فيلم، و38 مسلسل درامي تلفزيوني. وهوعضو مؤسس نقابة الفنانيين المحترفين في لبنان، وعضو اتحاد المنتجين العرب لأعمال التلفزيون، وعضو لجنة تحكيم في جامعة الملك عبد العزيز.

## حياته
بدأ رفيق حجار بالعمل الفني كهواية وحظي بتشجيع والده، وبعد إنتهاء دراسته في المرحلة الثانوية التحق بجامعة بيروت لدراسة كتابة السيناريو، حتى حصل على منحة دراسية في المانيا لتعلم الإخراج السينمائي وعاد في العام 1976 إلى العراق حيث أنجز العديد من الأفلام الوثائقية. وفي عام 1981 عاد الى بيروت ليحقق فيلمه الروائي الأول "الملجأ" وكان من بطولة سمير قماطي وماجد أفيوني، وصوّر فيه مآسي الحرب لسكان ملجأ في مواجهة قناص يقتلهم الواحد تلو الآخر. وفي عام 1983 أخرج فيلم "الانفجار" من بطولة عبد المجيد مجذوب وأحمد الزين وأول دور سينمائي للفنانة مادلين طبر وحقق الفيلم نجاحاً وأثار جدلاً حول استناده الى رواية "طواحين بيروت" لتوفيق يوسف عواد. وفي عام 1989 قدم مسلسل الفاتحون مع رشيد علامة لمصلحة ليبيا.

## إسهاماته
في بداية التسعينات أسس استوديو التراث في مبنى الكونكورد في بيروت، وأنتج عدة مسلسلات منها: مسلسل ندم، والفجر، وتجارة عن تراضي من كتابة مروان نجار، ومسلسل عجوب دايماً محبوب مع فيليب عقيقي وأول ظهور للفنانة ورد الخال. وعمل منذ عام 2000 مع قناة ا.آر. تي في مدينة جدة والإمارات العربية المتحدة، ثم عين في العام 2007 المدير الإقليمي للقناة في القاهرة واستمر حتى تقاعده في العام 2009. وشغل منصب مدير عام الإنتاج الفني لشبكة راديو وتلفزيون العرب. وشارك في لجان التحكيم في عدة مهرجانات سينمائية عربية ومهرجانات دولية منها مهرجان كوبا وكوريا.

## مشاركاته الفنية
شارك في مهرجان قرطاج السينمائي، ومهرجان لايبزيغ السينمائي الدولي في المانيا، ومهرجان موسكو السينمائي الدولي، ومهرجان طشقند السينمائي الدولي، ونالت أفلامه عدة دبلومات تقدير، وشاركت أفلامه في مهرجان القاهرة السينمائي الدولي، ومهرجان الإسكندرية ، ومهرجان دمشق السينمائي الدولي، وعرضت أفلامه في دور العرض السينمائي في أوروبا وروسيا وأمريكا وكندا.

## جوائز حصل عليها
نال حجار14 جائزة دولية في عدة مهرجانات سينمائية عالمية منها جائزة مهرجان موسكو عن فيلمه «الملجأ» وجائزة براين وطشقند على مجمل أفلامه الوثائقية، وجائزة مهرجان قرطاج على فيلمه الوثائقي "أيار.. الفلسطينيون"، وجرى تكريمه في مهرجان القدس السينمائي الدولي بمنحه جائزة وسام مهرجان القدس السينمائي الدولي عن أفلامه عن القضية الفلسطينية. ونال جائزة الحمامة الفضية في مهرجان لايبزغ السينمائي الدولي 1975 عن فيلمه مولود في فلسطين.